# Lakatjärnen, Västmanland
Lakatjärnen är en sjö i Lindesbergs kommun i Västmanland och ingår i Norrströms huvudavrinningsområde.